# Static-X
Static-X — американская метал-группа из Лос-Анджелеса, Калифорния, сформированная в 1994 году после распада Deep Blue Dream, предыдущей группы Уэйна Статика и Кена Джея. Стилистически представляет собой индастриал-метал с элементами ню-метала.
После безуспешных поисков музыкантов в Чикаго группа отправилась в Лос-Анджелес, где к ним присоединились Тони Кампос и Коити Фукуда. Окончательно формирование группы было завершено в 1998 году, когда Static-X подписали контракт с Warner Bros Records. С этого же времени металлисты приступили к записи дебютного альбома Wisconsin Death Trip, который стал платиновым в США. После записи альбома Start a War группа сменила лейбл на Reprise Records.
В 2010-м группу покинул басист Тони Кампос. Уэйн Статик объявил, что Static-X находится в «замороженном состоянии». После этого Уэйн занимался своим сольным проектом. 4 октября 2011 года на лейбле Dirthouse Records он выпустил свой дебютный альбом Pighammer. Релиз занял 97 позицию в чарте Billboard 200, разойдясь в количестве 4,700 копий за первую неделю продаж. Позднее Уэйн Статик заявлял, что хотел бы вернуться к деятельности в Static-X.. 1 ноября 2014 года Статик скончался в результате передозировки сильнодействующих транквилизаторов, после чего Кампос и Фукуда приняли решение закрыть Static-X окончательно.
За свою карьеру Static-X выпустили восемь студийных альбомов, один сборник, четыре DVD, один EP, восемнадцать синглов, восемнадцать клипов, книгу гитарных табов «Static-X Guitar Anthology» и книгу комиксов под названием «Chaos Comics». Седьмым альбомом является Project Regeneration Vol.1, который вышел 10 июля 2020 года и содержит не выпущенные ранее песни, записанные с Уэйном. Восьмой альбом Project Regeneration Vol.2 был выпущен 26 января 2024 года.

## История группы

### Начало иWisconsin Death Trip(1994—2000)

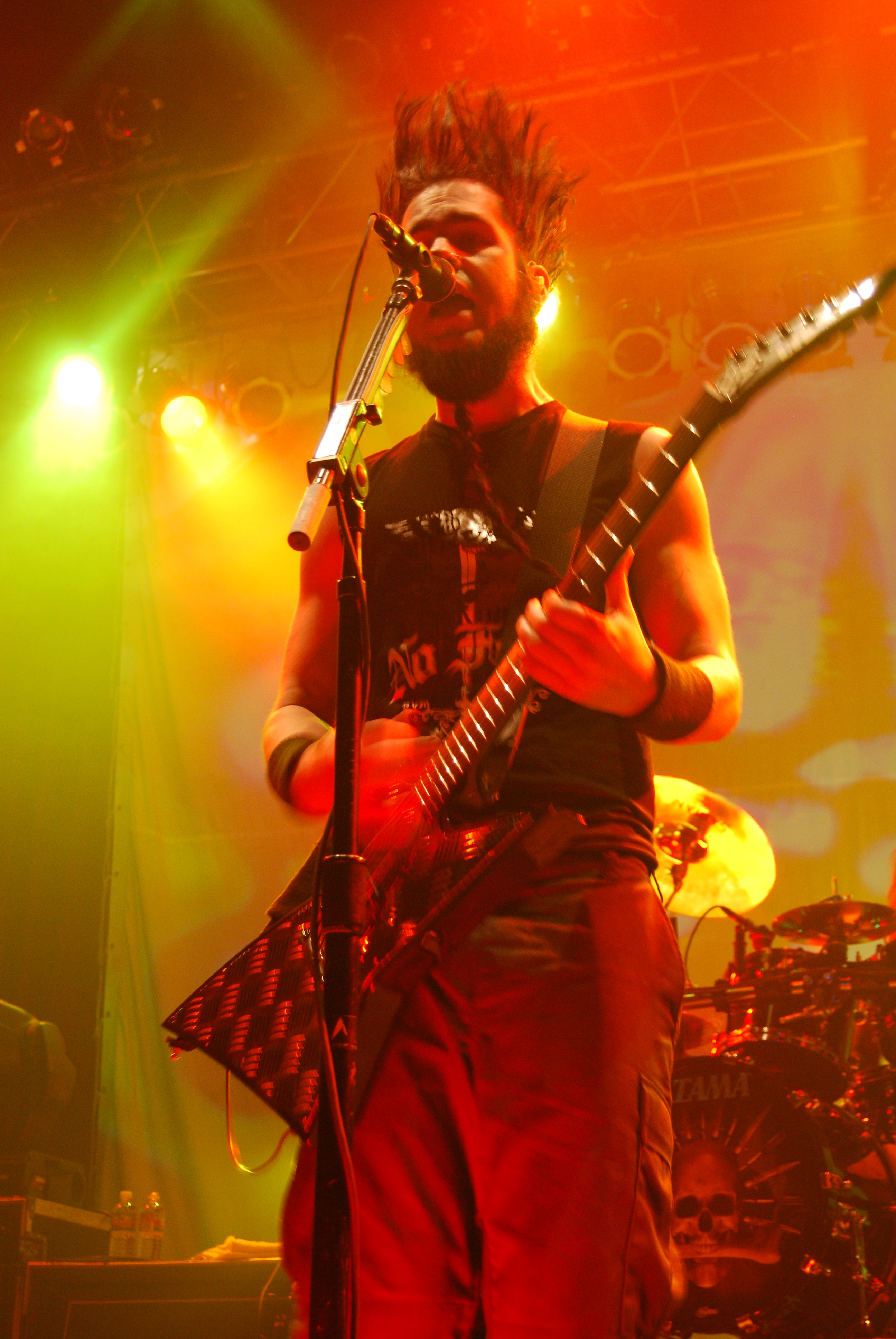
Уэйн Статик

Гитарист и вокалист группы Уэйн Статик родился в Шэлби, штат Мичиган, ударник Кен Джей — на Ямайке, штат Иллинойс. Переехав в Чикаго, они присоединились к местной метал-среде. Работая в музыкальном магазине, Кен поочередно менял один коллектив за другим, в то время как Уэйн создал готическую группу Deep Blue Dream. Не раз сталкиваясь во время репетиций со Smashing Pumpkins, Уэйн Статик сдружился с Билли Корганом, который и познакомил его с Кеном Джеем. В результате Джей присоединился к Deep Blue Dream. Перед распадом группа выпустила свой единственный EP, одна из песен с которого («December») позднее была переделана и включена в первый альбом Static-X Wisconsin Death Trip. После этого Уэйн Статик и Кен Джей отправились в Лос-Анджелесе, где происходило возрождение тяжёлого рока.
Вскоре после прибытия дуэта в Калифорнию Уэйн Статик и Кен Джей дали объявление в местную газету. Им нужны были бас-гитарист и гитарист, готовые создать с ними новую группу. Как вспоминал Уэйн Статик позднее, на создание собственной группы его вдохновили Kiss, которых он всегда обожал (что не мешало ему выбрать в музыке свой путь). Одним из первых на объявление откликнулся уроженец города Осака — Коити Фукуда, принятый в состав на роль гитариста, клавишника и программиста. «Он вошёл в нашу репетиционную комнату, держа листовку, которую он сорвал со стены, и уверенно сказал: „Я ваш новый гитарист“» — вспоминает Уэйн Статик. Единственным исконным калифорнийцем в группе оказался бас-гитарист Тони Кампос, приход которого и знаменовал формальное появление группы на свет. «Он пришёл в группу и уже никогда нас не покидал» — говорит Кен Джей, — «он самый весёлый, всегда развлекает всех в турне».
Как и многие их коллеги по цеху, свой путь в шоу-бизнесе Static-X начали с активной концертной деятельности, завоёвывая симпатии фанатов благодаря живым шоу, на которые не жалели времени и сил. На первом этапе своей карьеры они видели свою цель в том, чтобы выработать собственный музыкальный стиль, который сочетал бы агрессивный трэш-метал вперемешку с обертонами индастриал-метала и технопульса.
В течение трёх месяцев работы вместе со своим продюсером Ульрихом Уайлдом группа создаёт свой дебютный альбом — Wisconsin Death Trip. На написание альбома группу вдохновила история столетней давности. «Название взято из книги, которую я нашёл на барахолке 15 лет назад», — объясняет Уэйн Статик. «Это коллекция фотографий и статей, описывающих жизнь в маленьком городе штата Висконсин. В книге были фотографии младенцев в гробах, сообщения из психиатрических больниц, детали сцен убийств… это невозможно забыть. Книга произвела на меня огромное впечатление». Wisconsin Death Trip отражает содержимое этой книги.
«Wisconsin Death Trip» увидел свет в 1999 году и вскоре удостоился золотого, а через два года и платинового статуса. Альбом был выпущен 23 марта 1999 года лейблом Warner Bros Records. В национальном американском чарте он занял 107 позицию, зато в рейтинге Heatseekers стал номером один. Наибольшую популярность получили две песни: «Bled for Days», попавшая в саундтрек к фильму ужасов Невеста Чаки, и «Push It». Рецензенты отмечали мрачную импрессионистскую лирику и фактурные аранжировки таких треков, как «Stem» и «December». Сингл «Push It» пришёлся по душе многим поклонникам альтернативного метала и оказался самым успешным треком за всю карьеру группы. В чарте рок-мейнстрима он попал в первую двадцатку, а в формате ремикса поднялся в Тор 5 Hot Dance Singles Sales. Многомесячными гастролями и бесчисленными живыми шоу — почти два года в дороге — команда поддерживала рабочую форму и сохраняла верность ранее заведённой традиции. Среди прочих концертных мероприятий, Static-X участвовали в туре Ozzfest в 1999 году вместе с группами Slipknot, Flood, Soulfly и другими. Журнал «Guitar World», назвал группу Static-X «престолонаследниками индастриал-метала». В 2000 году группой был выпущен малоизвестный EP, The Death Trip Continues, существовавший однако только в качестве промо CD и не продававшийся в магазинах. Этот EP включает в себя альбомную версию песни «Love Dump» и её ремикс, альбомную и концертную версии песни «Bled For Days», кавер «Burning Inside» и песни «So Real» и «S.O.M.», которые потом были включены в сборник Beneath... Between... Beyond..., выпущенный в 2004 году.

### MachineиShadow Zone(2001—2003)

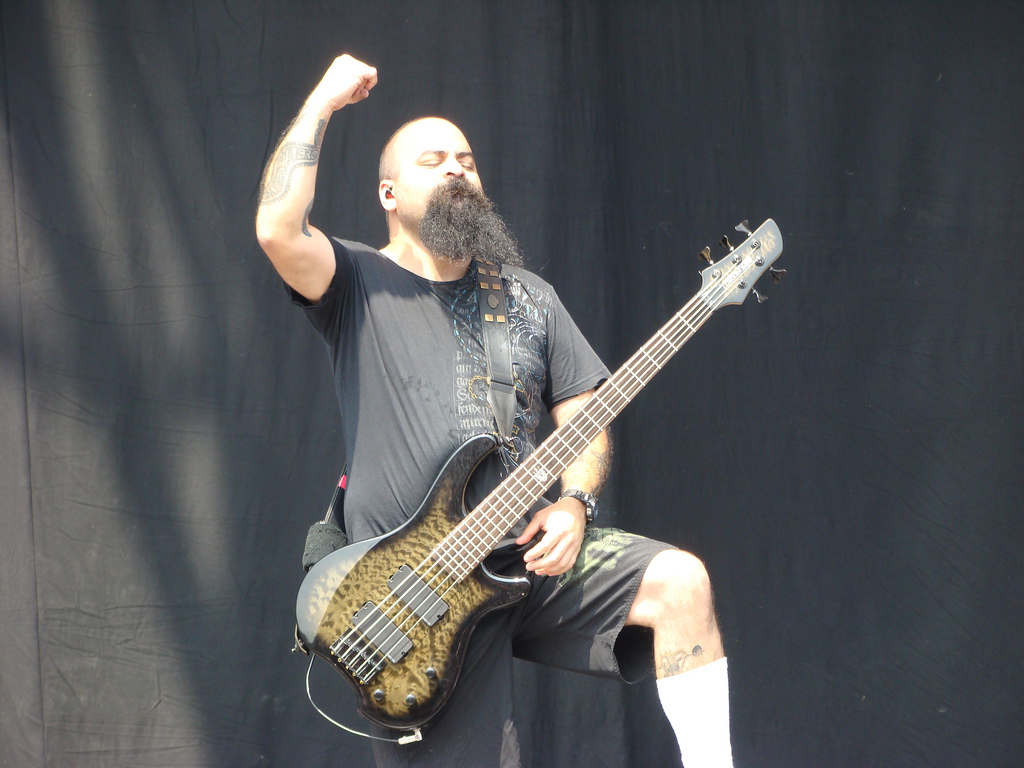
Тони Кампос

Второй альбом группы «Machine» был выпущен 22 мая 2001 года лейблом Warner Bros Records. В качестве первого сингла и первого клипа из этого альбома выбрали Black and White. Вторым стал сингл This Is Not, который занял 36 позицию в чарте Mainstream Rock. Третьим синглом стал «Cold», который был выпущен 13 мая 2002 года. После записи «Machine», гитарист Коити Фукуда оставил группу, чтобы провести время с семьёй и попробовать себя в других музыкальных проектах. Фукуда участвовал в записи только одной песни альбома - «Otsego Undead» - в качестве клавишника. На замену Фукуды пришел Трипп Эйзен, бывший участник группы Dope. Уэйну Статику в это время пришлось писать все рифы для двух гитар сразу. После выпуска Machine следует тур в поддержку альбома, группа принимает участие в «Family Values Tour 2001» и вскоре Static-X начинают работу над своим третьим альбомом. Перед выпуском альбома Machine в 2001 году Static-X выпускают свой первый документальный фильм, который назывался Where the Hell Are We and What Day Is It... This Is Static-X. Этот фильм рассказывает о образовании группы и записи первого альбома Wisconsin Death Trip и клипов «Push It» и «I'm with Stupid». Из-за использования группой записи своих живых выступления на фестивале Ozzfest 1999 и 2000 года Шерон Оззборн потребовала снять этот DVD с продажи. Из-за этого данный диск найти достаточно непросто: всего лишь 500 копий являются выпущенными на DVD и примерно столько же записей было выпущено на VHS. После записи альбома «Machine», осенью, Тони Кампос провёл некоторое время в больнице, после аварии на мотоцикле. Поэтому ненадолго его заменял Марти О’Брайен из «Kilgore» и «Methods of Mayhem». Альбом «Machine» сразу попал на 11 строчку в Billboard 200, и был распродан в количестве более 600.000 экземпляров, получив статус золотого альбома.
Следующий альбом Static-X под названием Shadow Zone, вышел 7 октября 2003 года на лейбле Warner Bros Records. Ульрих Уайлд на этот раз занимался сведением записи, а новым продюсером группы стал Джош Абрахам. Под его руководством группа обогатила свою музыку элементами трэш-метала и постгранжа. По словам музыкантов, они опробовали в этом альбоме новые приёмы, коснувшиеся как композиции, так и процесса записи, при этом оставаясь верными своему фирменному стилю. Если для первых двух альбомов львиную долю предварительной работы проделывал Уэйн Статик (автор музыки и слов, гитарных партий и программинга), то к созданию «Shadow Zone» активно подключился Трипп Эйзен. Он написал музыку примерно для половины песен, несколько текстов, прорабатывал партии всех инструментов вместе с Уэйном Статиком. Одной из самых больших удач музыканты считают привлечение барабанщика Джоша Фриза в качестве сессионного музыканта: перед самым началом записи Shadow Zone Кен Джей покинул группу из-за музыкальных и политических различий. Позже к группе присоединился Ник Оширо, бывший участник южноафриканской постгранж-группы Seether. После концертных выступлений он был окончательно отобран в качестве нового и постоянного барабанщика Static-X. Альбом «Shadow Zone» занял 20 строчку в Billboard 200, что служит показателем высокого к альбому. Альбом Shadow Zone был признан фанатами как самый лучший. «Shadow Zone» также доступен на DVD, который называется X-Posed. DVD произведен Троем Уоллосом из Speedway Films и срежиссирован Атом Ротхлейном.

### Beneath… Between…Beyond…—Start A War(2004—2006)

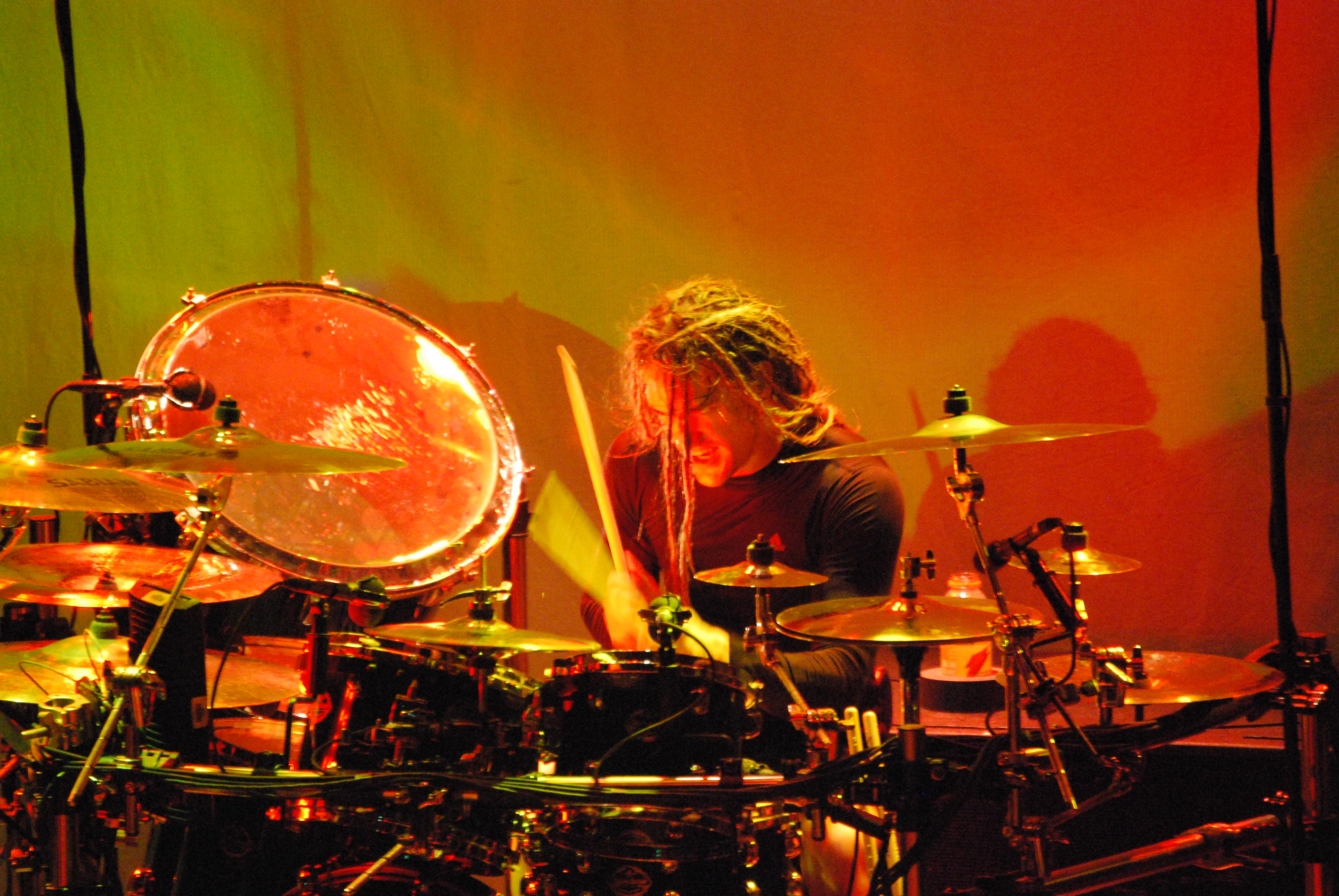
Ник Оширо

Beneath... Between... Beyond... был выпущен 20 июля 2004 на лейбле Warner Bros Records. Альбом представляет собой компиляцию раннее неизданных треков, ремиксов, кавер-версий и демозаписей. Первые семь песен сборника, в частности, это неизданные или редкие песни. Песня «Breathe» является единственной песней в альбоме, которая раньше нигде не звучала и не издавалась группой. «Deliver Me» звучит в саундтреке к фильму Техасская Резня Бензопилой. Песня «Anything But This» ранее издавалась на сингле Black and White и в Японской версии альбома Machine. Песня «S.O.M.» раннее издавалась на первом EP группы The Death Trip Continues. Песня «Down» раннее издавалась на сингле Push It и в Японской версии альбома Wisconsin Death Trip. Песня «Head» раннее звучит на первом демо группы 1996 года. Песня «So Real» раннее издавалась на первом EP группы The Death Trip Continues. Песня «Crash» звучит в анимационном фильме Бэтмен будущего: Возвращение Джокера, также есть в альбоме Mephisto Odyssey «The Deep Red Connection». Песни «Push It» и «I’m With Stupid» входят в альбом как ремиксы. Песни «Burning Inside», «Behind the Wall of Sleep» и «Gimme Gimme Shock Treatment» — каверы на соответствующие песни Ministry, Black Sabbath, Ramones. Последние пять песен альбома «I Am», «Love Dump» «Get to the Gone», «New Pain», «Otsegolectric» это ранние демозаписи группы. Альбом Beneath... Between... Beyond... занял 139 позицию в рейтинге Billboard 200.
Вскоре после выпуска «Beneath… Between… Beyond…», группа начала работу над своим четвёртым студийным альбомом «Start a War». В октябре 2004 года Static-X приехали в студию в Лос-Анджелесе с продюсером Ульрихом Уайлдом для записи альбома. «Start a War» был выпущен 14 июня 2005 года лейблом Warner Bros Records. Альбом занял 29-ю позицию в рейтинге Billboard 200 и продался в количестве 213 тысяч копий. «Start a War» также доступен в качестве бонусного DVD издания с надписью X-Rated. Большая часть DVD была снята, пока гитарист Трипп Эйзен был в группе. Когда он покинул группу, он должен был быть 'вырезан' оттуда, хотя его можно заметить в некоторых кадрах. Новая запись была снята с Коити Фукудой. Это был первый альбом, в записи которого принимал участие новый барабанщик Ник Оширо. В феврале 2005 года Трипп Эйзен был арестован в связи с сексуальным скандалом, связанным с несовершеннолетними, и вскоре был уволен из группы; в начале марта 2005 года прежний гитарист Коити Фукуда вернулся в группу на место Триппа Эйзена. В альбоме «Start a War» он отвечал за клавишные, гитару и программирование, а гитарные партии фактически записал Трипп Эйзен.

### Cannibal(2007—2008)

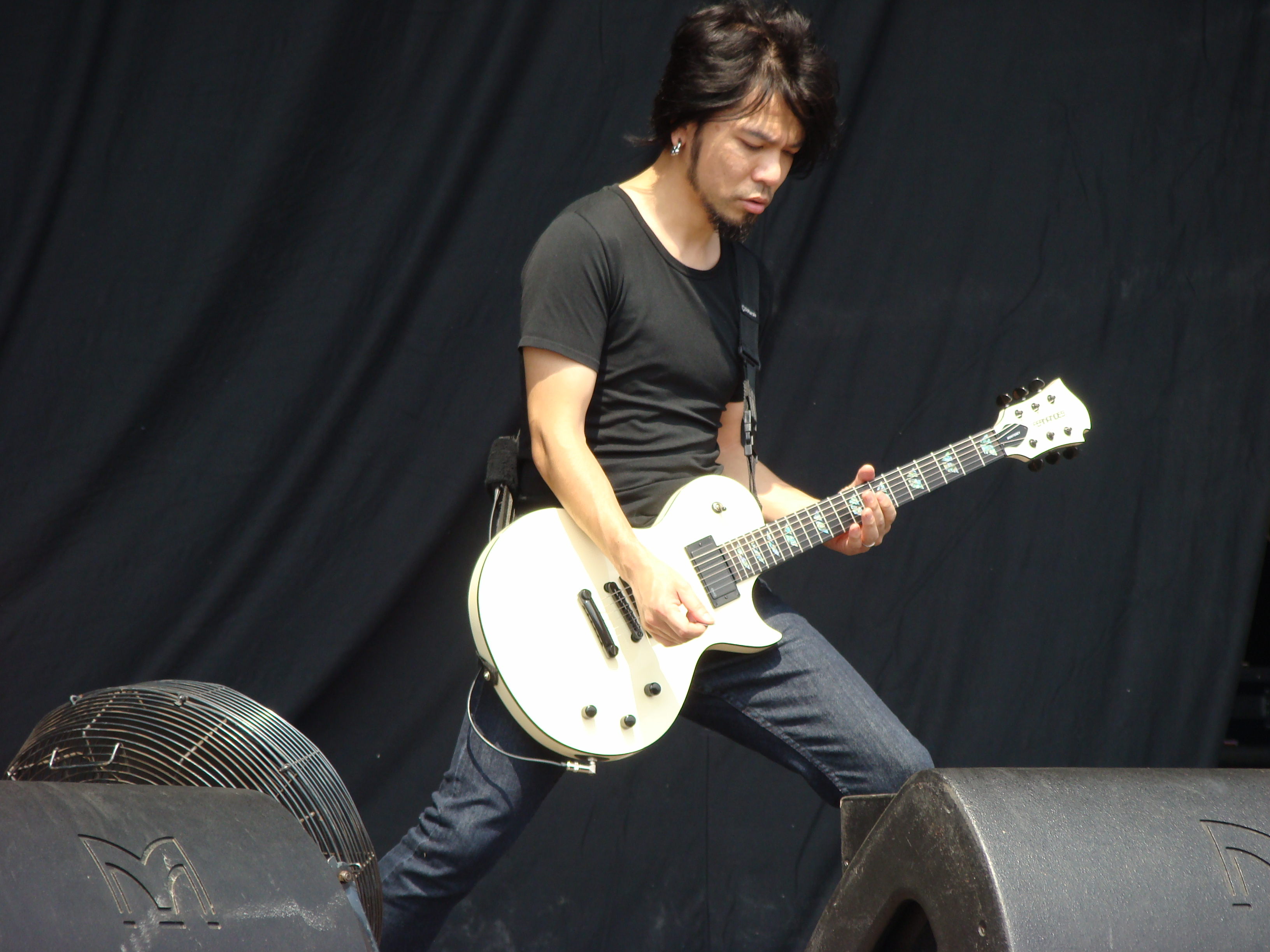
Коити Фукуда

«Cannibal» — пятый студийный альбом, выпущенный 3 апреля 2007 года лейблом Reprise Records, однако «протёк» в P2P сеть 26 марта 2007 года. Первые два сингла с него — «Cannibal» и «Destroyer» — вышли незадолго до выпуска самого альбома. Заглавная песня «Cannibal» была доступна на iTunes с 5 февраля. Destroyer появилась там 13 февраля, а 20 марта вышла на EP. Клипы на обе песни снимались одновременно. Песня «No Submission» также была доступна на официальном саундтреке к фильму Пила 3. 18 января группа объявила трек-лист альбома на своей страничке на MySpace. Альбом вышел стандартным 12-трековым изданием, интернет-издание включает два дополнительных трека, в том числе «Get Up and Boogie». Издание Best Buy включает другие два бонус трека и буклет, подписанный всеми членами группы. iTunes при скачивании альбома предлагает ещё один дополнительный трек — «Beneath, Between, Beyond», что совпадает с названием единственного сборника Static-X. Тур в поддержку альбома начался незадолго до выхода самого альбома. Альбом Cannibal записан при участии Джона Лоури, игравшего в группах Marilyn Manson, Rob Zombie — он записал соло для альбома. На сегодняшний день рейтинг продаж Cannibal не превышает 160.000 проданных копий. Альбом дебютировал на 36 месте в США, с продажами более 30.000 копий на первой неделе. 10 мая 2007 года группа заявлена выступающей на главной сцене Ozzfest 2007, а Уэйн Статик объявил в своём интервью о своём сайд-проекте под названием «Pighammer».

### Cannibal Killers Live(2008)
Cannibal Killers Live CD/DVD выпущен 7 октября 2008 года лейблом Reprise Records. Это — первый релиз концертного альбома Static-X. На нём записан всего живой концерт, который проходил в Спокане, Вашингтон. Cannibal Killers Live содержит все официально выпущенные на момент выхода клипы, к нему идёт CD, который содержит аудио со споканского концерта. Существует также специальный выпуск, который был доступен только через веб-сайт Static-X. Специальный выпуск включал третий диск, содержащий концерт, снятый в Лос-Анджелесе в 1997 году.

### Cult of Staticи последние события (2009—2014)
В декабре 2007 группа начала работу над своим шестым студийным альбомом Cult Of Static. Вышел он 17 марта 2009 года на лейбле Reprise Records и занял 16 позицию в рейтинге Billboard 200. На первой неделе было продано 19 тысяч копий. Альбом содержит новую изменённую версию песни «Lunatic», вышедшей до этого к саундтреку Каратель: Военная зона, в новой версии поучаствовал фронтмен Дэйв Мастейн из трэш-метал-группы Megadeth. Музыкант записал для неё соло на гитаре.

«Я большой поклонник Megadeth, — объясняет вокалист Static-X Уэйн Статик. — Мы несколько раз гастролировали вместе с ними в туре, и это было незабываемое время. Мы очень подружились с Мастейном за это время. У него неповторимый стиль исполнения гитарных соло. Просто невероятный. Дэйв Мастейн — настоящий бэндлидер и отличный гитарист. Услышав его соло, вы ни с кем его не спутаете».

Первым синглом «Cult of Static» стал трек под названием «Stingwray». По словам Уэйна Статика, «музой» для него послужила супруга музыканта, Тера Рей, любительница быстрых автомобилей — в частности, «Corvette Stingray».
В 2009 году, группа выступала на Download Festival. В этом же году группа впервые участвовала на фестивале Rock on the Range.
Уэйн Статик опубликовал следующее сообщение по поводу будущего Static-X:

«Кругом много разных спекуляций на тему будущего Static-X, так что пора бы сделать официальное заявление… После этого турне по США у нас запланировано пять концертов в Австралии. Скорее всего, это будут последние выступления Static-X в 2009 году, но я с огромным удовольствием сообщаю, что наконец-то приступаю к записи альбома моего соло-проекта Pighammer. Я пишу материал, пока мы ещё в турне, и надеюсь выпустить его в начале 2010 года. Мне пока нечего больше сказать о Pighammer, но я обязательно сообщу новости, как только они появятся. Спасибо за постоянную поддержку!»

Уэйн Статик распустил группу в сентябре 2009 года.

Начиная с сентября прошлого года, когда Wayne Static (гитарист и вокалист STATIC-X) сказал о том, что наше сотрудничество завершено...

На данный момент последним альбомом группы является «Cult of Static», выпущенный 17 марта 2009 года.
В июне 2012 года было заявлено о воссоединении группы. Уэйн Статик набрал новый состав Static-X (который полностью копирует состав его соло-проекта «Pighammer»), оставшись единственным оригинальным участником группы. Также было объявлено что группа даст несколько концертов 12 июля в городе Лаббок.
29 мая 2013 года на официальной странице группы на Facebook была опубликована новость о том, что Уэйн Статик и рэпер Дэррил Макдэниэлс (участник хип-хоп группы Run-D.M.C.) собираются записать совместный трек под названием «Noise Revolution», а также снять к нему видеоклип.

«DMC And Wayne Static of Static-X Join Forces To Shoot Video For New Track „Noise Revolution“»

Осенью 2013 Уэйн Статик снова официально объявил, что группа не существует. Его попытка гастролировать с новым составом (Тони Кампос, обладающий 50% прав на название, получал ежеквартальную выплату за использование Уэйном имени группы) обернулась неудачей. Во время тура музыкант заболел и не смог выплачивать деньги, в результате чего сделка была сорвана, а бывшие коллеги рассорились окончательно.
Осенью 2014 года Уэйн Статик скончался в США в возрасте 48 лет. По неофициальной версии причиной смерти музыканта стала передозировка наркотиков.
Согласно официальному пресс-релизу, смерть Уэйна Статика не была связана с наркотиками. Уэйн Статик и его жена Тера Рей бросили употреблять тяжелые вещества в 2009 году и с тех пор не прикасались к ним. Первый сольный альбом Статика «Pighammer» был посвящён новой жизни без веществ. Он надеялся, что это поможет и другим бросить тяжелые наркотики.

### Воссоединение иProject Regeneration(c 2018)
23 октября 2018 года первоначальные участники Тони Кампос, Коичи Фукуда и Кен Джей рассказали о планах Static-X воссоединиться и в 2019 году выпустить новый альбом под названием Project Regeneration, в который войдут ранее не издававшиеся треки с вокалом Уэйна Статика и приглашенными вокалистами Дэвидом Дрейманом (Disturbed), Иваном Муди, Дезом Фафарой (Coal Chamber), Бертоном К. Беллом, Элом Йоргенсеном (Ministry), Эдселом Допом (Dope) и другими.
Группа также отправилась в мировое турне в 2019 году, чтобы отпраздновать 20-ю годовщину своего дебютного альбома Wisconsin Death Trip, а также в память Уэйну Статику. В турне инкогнито участвовал вокалист по имени "Xer0", одетый в маску, которую некоторые приняли за маску Уэйна Статика. Это решение было принято неоднозначно, некоторые журналисты назвали это "жутким косплеем Уэйна Статика".
6 февраля 2020 года группа выпустила первую новую песню со своего готовящегося к выпуску и переименованного альбома Project: Regeneration Vol. 1 под названием "Hollow (Project Regeneration)". Было объявлено, что Project Regeneration теперь будет состоять из двух томов, в обоих будет как минимум по 10 песен, все они с вокалом Уэйна Статика. Релиз альбома планировался на 15 мая 2020 года, но в конечном итоге был перенесён на 10 июля 2020 года из-за производственных задержек, связанных с пандемией COVID-19.
Группа возобновила работу над вторым томом вскоре после выхода первого тома. 22 августа 2021 года Кампос заявил, что в настоящее время группа работает над Project: Regeneration Vol. 2, который также будет состоять из восстановленного материала, а также совершенно новых песен. 8 февраля 2023 года группа объявила, что альбом выйдет позже в этом году, ориентировочно 3 ноября. В тот же день группа выпустила ведущий сингл альбома, кавер-версию песни Nine Inch Nails "Terrible Lie".
12 июня 2023 года было анонсировано турне Machine Killer, в котором Static-X выступят хедлайнерами совместно с Sevendust.

## Музыка

### Влияние
Как говорят участники группы Static-X, они «выросли на Kiss». Так же большое влияние на участников группы оказало творчество таких групп как Ministry, Slayer, Pantera, Metallica, White Zombie, Nine Inch Nails, Anthrax, Fear Factory, Danzig, Coal Chamber, Prong, Type O Negative, Korn.

### Музыкальный стиль
Хотя группа описывает свой музыкальный стиль как «evil disco» и «rhytmic trancecore», звучание Static-X имеет много общего с индастриал-металом и ню-металом. Группой используется перегруженное звучание, электронная клавиатура, часто слышны басовые рифы и быстро изменяющийся, агрессивный вокал. В своих песнях Static-X часто применяет вставки образцов и отрывки диалогов из кино: например, гул космического корабля в песне «A Dios Alma Perdida» и иностранный разговор из фильма «Лазерный взрыв». Новый элемент, используемый в их альбоме Cannibal — присутствие соло-гитары, как и в предыдущих альбомах, за исключением песен «Destroy All» и «Start a War» в альбоме Shadow zone и песни «Pieces». Static-X были упомянуты разнообразной прессой, как "самая индастриал-метал и ню-метал-группа", а музыканты, обсуждая это, заявляли, что они — большая индастриал-метал-группа, чем какая-либо ещё.
Static-X считают своей задачей делать музыку, которая включает в себя электронные эффекты техно, агрессивность трэш-метала, готические обертоны, индастриал-метал и элементы ню-метала одновременно и мешать всё это во что-то уникальное.
«Для нас всегда было важно суметь повторить наше студийное звучание на концерте перед публикой» — объясняет Уэйн Статик. «Нет ничего хуже, чем пойти на концерт группы, которая не может создать ощущение того, что шоу — это продолжение записанной музыки» — добавляет Кен Джей. «Наши концерты походят на минирэйв с неумолимой и интенсивной отдачей, которая затрагивает чувства всей аудитории и никого не оставляет равнодушным».

По словам Уэйна Статика:

«Группа никогда не ставила перед собой каких-то коммерческих целей, реальность и так уже превзошла наши самые смелые ожидания. У нас одна цель — делать хорошую музыку, оставаться профессионалами и быть честными со своими слушателями».

### Работа с другими группами
По словам участников группы, во многом Static-X стала известной благодаря совместным выступлениям с такими известными группами, как System Of A Down, Slayer, Fear Factory, Linkin Park и другими.

### Otsego песни
Песни с приставкой Otsego присутствуют в первых четырёх альбомах. Песни называются: «Otsegolation», «Otsego Undead», «Otsegolectric» и «Otsego Amigo».
Альбом Cannibal первый, где нет песни с таким названием. Объяснение названия Otsego Уэйн Статик давалжурналу Metal Edge Magazine в 2003 году:
«Отсего — это город около института в штате Мичиган, куда я поступил. Там был парень по имени Ден. У меня были сделанные этим парнем поддельные документы, которые понадобились потом, чтобы покупать спиртное».
Песни Disco Otsego и Otsego Placebo будет конфигурировать в альбоме Project Regeneration Vol.1 и Vol.2 с ранее записанным вокалом Уэйна Статика.
Песня с приставкой Otsego появилась в альбоме Project Regeneration Vol. 1, где получила название «Otsego Placebo».

### Static-X Guitar Anthology,Chaos Comicsи ИграCannibal
«Static-X Guitar Anthology» - это книга гитарных табов выпущенная группой Static-X 1 октября 2004 года. Содержание книги включает 16 песен и гитарных рифов из альбомов Wisconsin Death Trip, Machine, и Shadow Zone. Книга включает гитарные табы следующих песен:
• «Black And White»
• «Bled For Days»
• «Cold» • «Destroy All»
• «Get To The Gone»
• «I’m With Stupid»
• «Love Dump»
• «Monster»
• «New Pain»
• «Permanence»
• «Push It»
• «Shadow Zone»
• «So»
• «The Only»
• «The Trance Is The Motion»
• «This Is Not».
Static-X также издали собственный комикс — «Chaos Comics», где главными персонажами являются сами участники группы. Это издание шло в комплекте с бонус-CD к альбому Machine, где находились живой аудио трек «This Is Not» и клип на эту же песню.
Для раскрутки своего альбома Cannibal группа выпустила одноимённую флэш-игру, по сюжету которой вам предстоит успеть пройти через толпу фанатов на сцену за определённое время, пока не начался концерт.

## Саундтреки
Песни Static-X звучат в большом количестве кинофильмов, видеоигр и других проектах. Песня «Bled for Days», звучит в фильме ужасов Невеста Чаки и в фильме Универсальный солдат 2: Возвращение, песня «Otsegolation» использовалась в видеоигре PlayStation, Omega Boost. Песня «Push It» была включена в трек-лист Street Skater 2 и Duke Nukem: Land of the Babes, и игры Rock Band на Xbox 360 и PlayStation 3, звучит в фильме Рука-убийца и в фильме Крутящий момент. Песня «Love Dump» звучит в игре Brütal Legend для Playstation 3 и Xbox 360 и фильме День Святого Валентина. Песня «Anything But This» вошла в саундтрек фильма Resident Evil. Песня «Burning Inside» звучит в фильме Ворон 3: Спасение. «Not Meant for Me» и Cold звучат в фильме Королева проклятых. Песня «Otsego Undead» звучит в фильме Дракула 2000.  «The Only» использована в игре Need For Speed Underground и на PC версии игры True Crime: Streets of LA и в MTV Music Video Awards. Песня «So Real» присутствует в фильме Крик 3. Песня «Deliver Me» звучит в фильме Техасская резня бензопилой (2003). Песня «Skinnyman» включена в игру Need For Speed: Most Wanted, а песня «Start A War», была показана в WWE SmackDown! vs. RAW 2006. Песня «No Submission» также была доступна на официальном саундтреке к фильму Пила 3. Песня «Lunatic» звучит в фильме Каратель: Военная зона.

### Текущий состав
- Тони Кампос (англ. Tony Campos) — бас-гитара, бэк-вокал (1994—2010, 2018—н.в.)
- Коити Фукуда (англ. Koichi Fukuda) — гитара, клавиши, бэк-вокал, программирование (1994—2001, 2005—2010, 2018—н.в.)
- Кеннет «Кен Джей» Лэйси (англ. Kennet Lacey) — барабаны, ударные инструменты (1994—2002, 2018—н.в.)
- Xer0 (Эдсел Доуп) — гитара, вокал (2019—н.в.)[92][93]

### Бывшие музыканты
- Трипп Эйзен (англ. Tripp Eisen) — гитара (2001—2005)
- Ник Оширо (англ. Nick Oshiro) — барабаны, ударные инструменты (2003—2010)
- Диего «Ashes» Ибарра (англ. Diego Ibarra) — гитара (с 2012—2013)
- Дрэйвен Дэвидсон (англ. Drayven Davidson) — барабаны, ударная установка (с 2012—2013)
- Энди Коул (англ. Andy Cole) — бас-гитара (с 2012—2013)
- Уэйн Статик (англ. Wayne Static) — гитара, вокал, клавиши, программирование (с 1994—2010, с 2012—2013) Умер в 2014 г.

### Сессионные музыканты
- Джош Фриз (англ. Josh Freese) — барабаны, ударные инструменты (альбом Shadow Zone)
- Марти О’Брайен[англ.] (англ. Marty O'Brien) — бас-гитара (2001) (концертные выступления)
- Вилл Хант (англ. Will Hunt) — барабаны, ударные инструменты (2007, 2009) (концертные выступления)
- Бивен Дэвис[англ.] (англ. Bevan Davies) — барабаны, ударные инструменты (2007) (концертные выступления)
- Фрэнки Сил (англ. Frankie Sil) — бас-гитара (2014) (концертные выступления)
- Брент Эшли (англ. Brant Ashley) — бас-гитара (2012) (концертные выступления)

## Дискография

### Альбомы
| Год            | Альбом                     | Лейбл                      | Самые верхние позиции в чарте Billboard 200 | Продано копий в США | Сертификация RIAA США |
| -------------- | -------------------------- | -------------------------- | ------------------------------------------- | ------------------- | --------------------- |
| 23 марта 1999  | Wisconsin Death Trip       | Warner Bros Records        | #107                                        | + 1.000.000         | Платиновый            |
| 22 мая 2001    | Machine                    | Warner Bros Records        | #11                                         | + 600.000           | Золотой               |
| 7 октября 2003 | Shadow Zone                | Warner Bros Records        | #20                                         | + 300.000           | N/A                   |
| 14 июня 2005   | Start a War                | Warner Bros Records        | #29                                         | + 213.000           | N/A                   |
| 3 апреля 2007  | Cannibal                   | Reprise Records            | #36                                         | + 160.000           | N/A                   |
| 17 марта 2009  | Cult of Static             | Reprise Records            | # 16                                        | + 100.000           | N/A                   |
| 10 июля 2020   | Project Regeneration Vol.1 | Otsego Entertainment Group | N/A                                         |                     |                       |
| 26 января 2024 | Project Regeneration Vol.2 | Otsego Entertainment Group | N/A                                         | N/A                 | N/A                   |

### Видеоклипы
- Push It (1999 год)
- I'm with Stupid (2000 год)
- Bled for Days (2000 год)
- Crash (Feat. Mephisto Odessey) (2000 год)
- This Is Not (2001 год)
- Black and White (2001 год)
- Cold (2002 год)
- The Only (2003 год)
- So (2004 год)
- I’m the One (2005 год)
- Dirthouse (2005 год)
- Destroyer (2007 год)
- Cannibal (2007 год)
- Stingwray (2009 год)
- Hollow (2020 год)
- All These Years (2020 год)
- Dead Souls (2020 год)
- Terminator Oscillator (2021 год)
- Terrible Lie (Nine Inch Nails cover) (2023 год)
- Stay Alive (2023 год)
- Z0mbie (2023 год)
- Otsego Placebo (2024 год)